# Guilherme I, Conde da Holanda
{{Sem infocaixa|Nobre
Guilherme I (Haia, c. 1167 – 4 de fevereiro de 1222) foi um  conde da Holanda de 1203 a 1222. Era o filho mais novo de Florêncio III e Ada de Huntingdon.
Nasceu em Haia mas foi criado na Escócia. Começou uma revolta contra seu irmão, Teodorico VII e se tornou conde na Frísia após uma reconciliação. A Frísia foi considerada como parte da Holanda pelos Condes da Holanda. Sua sobrinha, Ada herdou o condado da Holanda em 1203, mas Guilherme não pôde aceitar isso. Após uma guerra de sucessão, conhecida como a Guerra de Loon (1203–1206), Guilherme ganhou o condado. Ada e seu marido, Luís II foram apoiados pelos bispos de Liège e de Utreque e pelo conde da Flandres Balduíno. Guilherme foi apoiado por Henrique I, duque de Brabante e pela maioria dos holandeses. Tomou parte na conquista de Alcácer do Sal.